# غار باووک
غار باووک یکی از غارهای استان اصفهان است که در شهرستان فریدون‌شهر واقع شده‌است.